# Yegor Danilkin
Bản mẫu:Eastern Slavic name
Yegor Romanovich Danilkin (tiếng Nga: Егор Романович Данилкин; sinh ngày 1 tháng 8 năm 1995) là một cầu thủ bóng đá người Nga. Anh thi đấu cho F.K. Khimki.

## Sự nghiệp câu lạc bộ
Anh ra mắt chuyên nghiệp vào ngày 18 tháng 5 năm 2015 cho F.K. Dynamo Moskva trong trận đấu tại Giải bóng đá ngoại hạng Nga trước F.K. Ural Sverdlovsk Oblast.